# Hypselobarbus jerdoni
Hypselobarbus jerdoni е вид лъчеперка от семейство Шаранови (Cyprinidae).